# The Gallery
The Gallery är  melodisk death metal-bandet Dark Tranquillitys andra album. Det gavs ut 27 november 1995 av Osmose Productions. 2004 återutgavs albumet av Century Media som en "deluxe edition" med fem coverlåtar som bonus. Detta är första albumet med Mikael Stanne som sångare. Han sjunger här både ren och growlad sång.

## Låtlista
| Nr  | Titel                                  | Kompositör                                    | Längd |
| --- | -------------------------------------- | --------------------------------------------- | ----- |
| 1.  | Punish My Heaven                       | Stanne, Sundin, Johansson, Jivarp             | 4:46  |
| 2.  | Silence, and the Firmament Withdrew    | Stanne, Sundin, Henriksson                    | 2:36  |
| 3.  | Edenspring                             | Stanne, Sundin, Johansson                     | 4:30  |
| 4.  | The Dividing Line                      | Stanne, Sundin, Johansson, Jivarp             | 5:01  |
| 5.  | The Gallery                            | Stanne, Sundin, Henriksson                    | 4:07  |
| 6.  | The One Brooding Warning               | Stanne, Sundin, Johansson, Henriksson         | 4:14  |
| 7.  | Midway Through Infinity                | Stanne, Sundin, Johansson, Henriksson, Jivarp | 3:30  |
| 8.  | Lethe                                  | Sundin, Henriksson                            | 4:42  |
| 9.  | The Emptiness from Which I Fed         | Stanne, Sundin, Henriksson                    | 5:43  |
| 10. | Mine Is the Grandeur... (instrumental) | Sundin, Johansson, Henriksson                 | 2:26  |
| 11. | ...of Melancholy Burning               | Stanne, Henriksson                            | 6:16  |

| 12. | My Friend of Misery (Metallica cover) | Hetfield, Ulrich & Newsted | 5:25 |

| 12. | Bringer of Torture (Kreator cover) | 2:20 |
| 13. | Sacred Reich (Sacred Reich cover)  | 3:12 |

| 12. | Bringer of Torture (Kreator cover)    | 2:20 |
| 13. | Sacred Reich (Sacred Reich cover)     | 3:12 |
| 14. | 22 Acacia Avenue (Iron Maiden cover)  | 6:05 |
| 15. | Lady in Black (Mercyful Fate cover)   | 4:22 |
| 16. | My Friend of Misery (Metallica cover) | 5:25 |

## Banduppsättning
- Mikael Stanne - sång
- Niklas Sundin - gitarr
- Fredrik Johansson - gitarr
- Martin Henriksson - bas
- Anders Jivarp - trummor

### Gästmusiker
- Eva-Marie Larsson - sång